# Національний парк Баллікрой
Баллікрой (ірландською: Pairc Náisiúnta Bhaile Chruaich) розташований в Оуендафф/гори Нефін територія баронства Ерріс у північно-західному графстві Мейо, Ірландія. Це одне з найбільших просторів торфовищ у Європі, що складається з 117,79 км2 атлантичного покривного болота. Це унікальне оселище існування з різноманітною флорою та фауною. Він був створений як національний парк 1 листопада 1998 р. Район парку є кандидатом на особливий заповідник (cSAC) як частина ділянки, відомої як комплекс Оуендафф/Нефін. Це також спеціальна природоохоронна територія та частина мережі Natura 2000.

## Створення Національного парку Баллікрой
Директива Європейського Союзу про середовища існування (92/43/ЄЕС), яка була транспонована до ірландського законодавства в 1997 році, перелічує певні середовища існування та види, які ірландський уряд повинен був визначити як SACs для забезпечення їхнього захисту. До цих місць існування належать покривні болота. Болото в Баллікрої є особливо важливим у цьому відношенні, оскільки воно є одним із найбільших зразків покривного болотного середовища існування, що залишилось у Західній Європі. Баллікрой був створений як національний парк 1 листопада 1998 року. Його управління здійснюється згідно із Законом про державне майно 1954 р.

## Особливості Національного парку Баллікрой
У парку містяться покривні болота, скелі та річкові місця проживання. Покривні болота — одне з найбільших просторів торфовищ, що залишилося в Європі. Таким чином, збереження болота має міжнародне значення через ніші, які воно забезпечує для різних видів, таких як рідкісні види рослин. Річка Оуендафф також є важливою природоохоронною територією, оскільки це єдина річка в Західній Європі, яка досі стікає відносно неушкодженою та обширною покривною болотною системою. Це також дуже плодоносна річка для лосося та пструга струмкового.
Район Оуендафф є важливим місцем для ночівлі, годівлі та розмноження низки мігруючих видів птахів, таких як гренландська білолоба гуска, які охороняються Пташиною директивою Європейського Союзу. Інші рідкісні види, знайдені в парку, становлять лебедя-кликуна, сапсана та деркача.
Національний парк Баллікрой є частиною парку Темного неба Майо, який є першим міжнародним парком Темного неба в Ірландії.
Центр для відвідувачів парку відкрився у 2009 році. Будинок площею 700 м2 виходить на Атлантичний океан у селі Баллікрой. Він відкривається щодня протягом літнього туристичного сезону.

### Розширення: «Дикий нефін»
У 2017 році 4000 гектарів хвойних лісів і гір, підконтрольних Койлте, були додані до 11000 гектарів прилеглого Національного парку Баллікрой. Район повинен перебувати у віданні Національної служби парків та дикої природи (NPWS), і, як визначено, він має потенціал для відновлення дикої природи. Район спочатку був промисловим лісом, що складався з соснових та ялинових насаджень, із лісозаготівельними дорогами.